# Galeodes darius
Galeodes darius är en spindeldjursart som beskrevs av Pocock 1895. Galeodes darius ingår i släktet Galeodes och familjen Galeodidae. Inga underarter finns listade i Catalogue of Life.